# 나카군 (가나가와현)

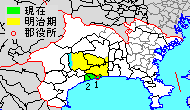
가나가와 현 나카 군의 범위, (1.오이소정 2.니노미야 정) (노란색은 메이지 시대의 영역, 초록색은 현재 영역)

나카군(일본어: 中郡)은 가나가와현의 중앙에 위치한 행정 구역이다.
인구 57,214명, 면적 26.26km², 인구밀도 2,179명/km².(2025년 3월 1일, 추계인구)
이하 2정으로 구성된다.
- 오이소정(大磯町)
- 니노미야정(二宮町)

## 군역
위의 2정 이외에 현재의 행정 구역으로 대체로 아래 구역에 해당한다.
- 이세하라시 전역
- 히라쓰카시 전역
- 하다노시(구 가미하타노촌을 제외한 전역)
- 아쓰기시(극히 일부)

## 역사
나카군은 센고쿠 시대에 오다와라의 후 호조 씨에 의해 세워진 사가미국의 네 행정구역 중 하나이다. 에도 시대에 명목상으로는 오다와라번의 일부였으나 실제로는 많은 부분이 에도의 쇼군의 직할령으로 수많은 하타모토들에 의해 통치되었다. 메이지 유신 이후 1878년에 군제의 실시로 영토는 오스미군(大住郡)과 유루기군(淘綾郡) 하에 놓였다. 1896년 3월 26일, 이들 두 군이 합쳐져 현재의 나카군을 이루었고 5개의 정과 23개의 촌으로 이루어져있었다. 1932년에 히라쓰카가 시로 승격되었고 1955년에는 하다노가, 1971년에는 이세하라가 뒤를 이었다.

### 연혁

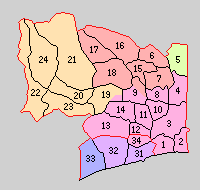
1.히라쓰카정 2.스바촌 3.오노촌 4.간다촌 5.아이카와촌 6.나루세촌 7.오타촌 8.기지마촌 9.오카자키촌 10.도요다촌 11.가네다촌 12.고나카촌 13.쓰치자와촌 14.가나메촌 15.이세하라정 16.다카베야촌 17.오야마정 18.히비타촌 19.오네촌 20.하다노정 21.히가시노하다노촌 22.니시하다노촌 23.미나미하다노촌 24.기타하다노촌 31.오이소정 32.고쿠후촌 33.아즈마촌 34.야마세촌 (빨강:히라쓰카시 보라:오이소정 등색:이세하라시 노랑:하다노시 녹색:아쓰기시 파랑:니노미야정)

- 1896년 4월 1일 - 군제 시행에 따라 오스미군·유루기군이 합병하여 나카군이 발족.(5정 23촌)
  - 구 오스미군 - 히라쓰카정(平塚町), 스바촌(須馬村), 오노촌(大野村), 간다촌(神田村), 아이카와촌(相川村), 나루세촌(成瀬村), 오타촌(大田村), 기지마촌(城島村), 오카자키촌(岡崎村), 도요다촌(豊田村), 가네다촌(金田村), 고나카촌(小中村), 쓰치자와촌(土沢村), 가나메촌(金目村), 이세하라정(伊勢原町), 다카베야촌(高部屋村), 오야마정(大山町), 히비타촌(比々多村), 오네촌(大根村), 하다노정(秦野町), 히가시노하다노촌(東秦野村), 니시하다노촌(西秦野村), 미나미하다노촌(南秦野村), 기타하다노촌(北秦野村)
  - 구 유루기군 - 오이소정(大磯町), 고쿠후촌(国府村), 아즈마촌(吾妻村), 야마세촌(山背村)
- 1909년4월 1일 - 고나카촌과 야마세촌이 합병하여 아사히촌(旭村)이 발족.(5정 22촌)
- 1927년 1월 1일 - 스바촌이 정제 시행으로 스바정(須馬町)이 됨.(6정 21촌)
- 1929년 4월 1일 - 스바정이 히라쓰카정에 편입.(5정 21촌)
- 1932년 4월 1일 - 히라쓰카정이 시제 시행으로 히라쓰카시(平塚市)가 되어, 군에서 이탈.(4정 21촌)
- 1935년 11월 3일 - 아즈마촌이 정제 시행과 개칭으로 니노미야정(二宮町)이 됨.(5정 20촌)
- 1940년 6월 1일 - 미나미하다노촌이 정제 시행으로 미나미하다노정(南秦野町)이 됨.(6정 19촌)
- 1944년 2월 11일 - 오노촌이 정제 시행으로 오노정(大野町)이 됨.(7정 18촌)
- 1952년 4월 1일 - 고쿠후촌이 정제 시행으로 고쿠후정(国府町)이 됨.(8정 17촌)
- 1954년
  - 7월 15일 - 아사히촌이 히라쓰카시에 편입.(8정 16촌)
  - 12월 1일(6정 12촌)
    - 이세하라정· 나루세촌· 오타촌· 다카베야촌· 오야마정· 히비타촌이 합병하여, 새로이 이세하라정이 발족.
    - 오이소정· 고쿠후정이 합병하여, 새로이 오이소정이 발족.
- 1955년
  - 1월 1일 - 하다노정· 미나미하다노정· 히가시노하다노촌· 기타하다노촌이 합병하여 하다노시(秦野市)가 발족, 군에서 이탈.(4정 10촌)
  - 3월 2일 - 오네촌의 일부가 가나메촌에 편입.
  - 4월 15일 - 오네촌이 하다노시에 편입.(4정 9촌)
  - 7월 8일 - 아이카와촌이 아쓰기시에 편입.(4정 8촌)
  - 7월 28일 - 니시하다노촌이 아시가라카미군 가미하타노촌과 합병하여 나카군 니시하다노정(西秦野町)이 발족.(5정 7촌)
- 1956년
  - 4월 1일 - 도요다촌이 오노정에 편입.(5정 6촌)
  - 9월 30일
    - 오노정·간다촌·기지마촌·가네다촌·쓰치자와촌 및 오카자키촌의 일부가 히라쓰카시에 편입.
    - 오카자키촌의 잔여부가 이세하라정에 편입.(4정 1촌)
- 1957년 10월 1일 - 가나메촌이 히라쓰카시에 편입.(4정)
- 1963년 1월 1일 - 니시하다노정이 하다노시에 편입.(3정)
- 1971년 3월 1일 - 이세하라정이 시제 시행으로 이세하라시(伊勢原市)가 되어, 군에서 이탈.(2정)

### 변천 표
| 1889년 이전    | 1889년 4월 1일              | 1889 - 1926                 | 1926 – 1944                   | 1926 – 1944                      | 1926 – 1944                   | 1945 - 1954                       | 1945 - 1954                       | 1955 - 1989                                                    | 1955 - 1989                                                    | 1989 - 현재 | 현재       |
| -------------- | --------------------------- | --------------------------- | ----------------------------- | -------------------------------- | ----------------------------- | --------------------------------- | --------------------------------- | -------------------------------------------------------------- | -------------------------------------------------------------- | ----------- | ---------- |
| 아시가라카미군 | 아시가라카미군 가미하다노촌 | 아시가라카미군 가미하다노촌 | 아시가라카미군 가미하다노촌   | 아시가라카미군 가미하다노촌      | 아시가라카미군 가미하다노촌   | 아시가라카미군 가미하다노촌       | 아시가라카미군 가미하다노촌       | 1955년 7월 28일 니시하다노정                                   | 1963년 1월 1일 하다노시에 편입                                 | 하다노시    | 하다노시   |
| 오스미군       | 니시하다노촌                | 니시하다노촌                | 니시하다노촌                  | 니시하다노촌                     | 니시하다노촌                  | 니시하다노촌                      | 니시하다노촌                      | 1955년 7월 28일 니시하다노정                                   | 1963년 1월 1일 하다노시에 편입                                 | 하다노시    | 하다노시   |
| 오스미군       | 하다노정                    | 하다노정                    | 하다노정                      | 하다노정                         | 하다노정                      | 하다노정                          | 하다노정                          | 1955년 1월 1일 하다노시                                        | 1955년 1월 1일 하다노시                                        | 하다노시    | 하다노시   |
| 오스미군       | 기타하다노촌                | 기타하다노촌                | 기타하다노촌                  | 기타하다노촌                     | 기타하다노촌                  | 기타하다노촌                      | 기타하다노촌                      | 1955년 1월 1일 하다노시                                        | 1955년 1월 1일 하다노시                                        | 하다노시    | 하다노시   |
| 오스미군       | 히가시하다노촌              | 히가시하다노촌              | 히가시하다노촌                | 히가시하다노촌                   | 히가시하다노촌                | 히가시하다노촌                    | 히가시하다노촌                    | 1955년 1월 1일 하다노시                                        | 1955년 1월 1일 하다노시                                        | 하다노시    | 하다노시   |
| 오스미군       | 미나미하다노촌              | 미나미하다노촌              | 1940년 6월 1일 미나미하다노정 | 1940년 6월 1일 미나미하다노정    | 1940년 6월 1일 미나미하다노정 | 미나미하다노정                    | 미나미하다노정                    | 1955년 1월 1일 하다노시                                        | 1955년 1월 1일 하다노시                                        | 하다노시    | 하다노시   |
| 오스미군       | 오네정                      | 오네정                      | 오네정                        | 오네정                           | 오네정                        | 오네정                            | 오네정                            | 1955년 4월 15일 하다노시에 편입 （사나다 지구 제외）           | 1955년 4월 15일 하다노시에 편입 （사나다 지구 제외）           | 하다노시    | 하다노시   |
| 오스미군       | 오네정                      | 오네정                      | 오네정                        | 오네정                           | 오네정                        | 오네정                            | 오네정                            | 1955년 3월 2일 가네다촌에 편입 （사나다 지구）                 | 1957년 10월 1일 히라쓰카시에 편입                              | 히라쓰카시  | 히라쓰카시 |
| 오스미군       | 가나메촌                    | 가나메촌                    | 가나메촌                      | 가나메촌                         | 가나메촌                      | 가나메촌                          | 가나메촌                          | 가나메촌                                                       | 1957년 10월 1일 히라쓰카시에 편입                              | 히라쓰카시  | 히라쓰카시 |
| 오스미군       | 히라쓰카정                  | 히라쓰카정                  | 히라쓰카정                    | 히라쓰카정                       | 1932년 4월 1일 히라쓰카시     | 히라쓰카시                        | 히라쓰카시                        | 히라쓰카시                                                     | 히라쓰카시                                                     | 히라쓰카시  | 히라쓰카시 |
| 오스미군       | 스마촌                      | 스마촌                      | 1927년 1월 1일 스마정         | 1929년 4월 1일 히라쓰카정에 편입 | 1932년 4월 1일 히라쓰카시     | 히라쓰카시                        | 히라쓰카시                        | 히라쓰카시                                                     | 히라쓰카시                                                     | 히라쓰카시  | 히라쓰카시 |
| 오스미군       | 고나카촌                    | 1909년 4월 1일 아사히촌     | 아사히촌                      | 아사히촌                         | 아사히촌                      | 1954년 7월 15일 히라쓰카시에 편입 | 1954년 7월 15일 히라쓰카시에 편입 | 히라쓰카시                                                     | 히라쓰카시                                                     | 히라쓰카시  | 히라쓰카시 |
| 유루기 군      | 야마시로촌                  | 1909년 4월 1일 아사히촌     | 아사히촌                      | 아사히촌                         | 아사히촌                      | 1954년 7월 15일 히라쓰카시에 편입 | 1954년 7월 15일 히라쓰카시에 편입 | 히라쓰카시                                                     | 히라쓰카시                                                     | 히라쓰카시  | 히라쓰카시 |
| 오스미 군      | 오노촌                      | 오노촌                      | 1944년 2월 11일 오노정        | 1944년 2월 11일 오노정           | 1944년 2월 11일 오노정        | 오노정                            | 오노정                            | 오노정                                                         | 1956년 9월 30일 히라쓰카시에 편입                              | 히라쓰카시  | 히라쓰카시 |
| 오스미 군      | 도요다촌                    | 도요다촌                    | 도요다촌                      | 도요다촌                         | 도요다촌                      | 도요다촌                          | 도요다촌                          | 1956년 4월 1일 오노정에 편입                                   | 1956년 9월 30일 히라쓰카시에 편입                              | 히라쓰카시  | 히라쓰카시 |
| 오스미 군      | 간다촌                      | 간다촌                      | 간다촌                        | 간다촌                           | 간다촌                        | 간다촌                            | 간다촌                            | 1956년 9월 30일 히라쓰카시에 편입                              | 1956년 9월 30일 히라쓰카시에 편입                              | 히라쓰카시  | 히라쓰카시 |
| 오스미 군      | 조지마촌                    | 조지마촌                    | 조지마촌                      | 조지마촌                         | 조지마촌                      | 조지마촌                          | 조지마촌                          | 1956년 9월 30일 히라쓰카시에 편입                              | 1956년 9월 30일 히라쓰카시에 편입                              | 히라쓰카시  | 히라쓰카시 |
| 오스미 군      | 가네다촌                    | 가네다촌                    | 가네다촌                      | 가네다촌                         | 가네다촌                      | 가네다촌                          | 가네다촌                          | 1956년 9월 30일 히라쓰카시에 편입                              | 1956년 9월 30일 히라쓰카시에 편입                              | 히라쓰카시  | 히라쓰카시 |
| 오스미 군      | 쓰치자와촌                  | 쓰치자와촌                  | 쓰치자와촌                    | 쓰치자와촌                       | 쓰치자와촌                    | 쓰치자와촌                        | 쓰치자와촌                        | 1956년 9월 30일 히라쓰카시에 편입                              | 1956년 9월 30일 히라쓰카시에 편입                              | 히라쓰카시  | 히라쓰카시 |
| 오스미 군      | 오카자키촌                  | 오카자키촌                  | 오카자키촌                    | 오카자키촌                       | 오카자키촌                    | 오카자키촌                        | 오카자키촌                        | 1956년 9월 30일 히라쓰카시에 편입 （마와타리, 오쿠 지구 제외） | 1956년 9월 30일 히라쓰카시에 편입 （마와타리, 오쿠 지구 제외） | 히라쓰카시  | 히라쓰카시 |
| 오스미 군      | 오카자키촌                  | 오카자키촌                  | 오카자키촌                    | 오카자키촌                       | 오카자키촌                    | 오카자키촌                        | 오카자키촌                        | 1956년 9월 30일 이세하라시에 편입 （마와타리, 오쿠 지구）      | 1971년 3월 1일 이세하라시                                      | 이세하라시  | 이세하라시 |
| 오스미 군      | 이세하라정                  | 이세하라정                  | 이세하라정                    | 이세하라정                       | 이세하라정                    | 1954년 12월 1일 이세하라정        | 1954년 12월 1일 이세하라정        | 이세하라정                                                     | 1971년 3월 1일 이세하라시                                      | 이세하라시  | 이세하라시 |
| 오스미 군      | 나루세촌                    | 나루세촌                    | 나루세촌                      | 나루세촌                         | 나루세촌                      | 1954년 12월 1일 이세하라정        | 1954년 12월 1일 이세하라정        | 이세하라정                                                     | 1971년 3월 1일 이세하라시                                      | 이세하라시  | 이세하라시 |
| 오스미 군      | 오타촌                      | 오타촌                      | 오타촌                        | 오타촌                           | 오타촌                        | 1954년 12월 1일 이세하라정        | 1954년 12월 1일 이세하라정        | 이세하라정                                                     | 1971년 3월 1일 이세하라시                                      | 이세하라시  | 이세하라시 |
| 오스미 군      | 다카베야촌                  | 다카베야촌                  | 다카베야촌                    | 다카베야촌                       | 다카베야촌                    | 1954년 12월 1일 이세하라정        | 1954년 12월 1일 이세하라정        | 이세하라정                                                     | 1971년 3월 1일 이세하라시                                      | 이세하라시  | 이세하라시 |
| 오스미 군      | 오야마정                    | 오야마정                    | 오야마정                      | 오야마정                         | 오야마정                      | 1954년 12월 1일 이세하라정        | 1954년 12월 1일 이세하라정        | 이세하라정                                                     | 1971년 3월 1일 이세하라시                                      | 이세하라시  | 이세하라시 |
| 오스미 군      | 히비타촌                    | 히비타촌                    | 히비타촌                      | 히비타촌                         | 히비타촌                      | 1954년 12월 1일 이세하라정        | 1954년 12월 1일 이세하라정        | 이세하라정                                                     | 1971년 3월 1일 이세하라시                                      | 이세하라시  | 이세하라시 |
| 오스미 군      | 아이카와촌                  | 아이카와촌                  | 아이카와촌                    | 아이카와촌                       | 아이카와촌                    | 아이카와촌                        | 아이카와촌                        | 1955년 7월 8일 아쓰기시에 편입                                 | 1955년 7월 8일 아쓰기시에 편입                                 | 아쓰기시    | 아쓰기시   |
| 유루기 군      | 오이소정                    | 오이소정                    | 오이소정                      | 오이소정                         | 오이소정                      | 오이소정                          | 1954년 12월 1일 오이소정          | 오이소정                                                       | 오이소정                                                       | 오이소정    | 오이소정   |
| 유루기 군      | 고쿠후촌                    | 고쿠후촌                    | 고쿠후촌                      | 고쿠후촌                         | 고쿠후촌                      | 1952년 4월 1일 고쿠후정           | 1954년 12월 1일 오이소정          | 오이소정                                                       | 오이소정                                                       | 오이소정    | 오이소정   |
| 유루기 군      | 아즈마촌                    | 아즈마촌                    | 1935년 11월 3일 니노미야정    | 1935년 11월 3일 니노미야정       | 1935년 11월 3일 니노미야정    | 니노미야정                        | 니노미야정                        | 니노미야정                                                     | 니노미야정                                                     | 니노미야정  | 니노미야정 |